# أليكسي مارتينوف
أليكسي مارتينوف (بالروسية: Мартынов, Алексей Вячеславович)‏ هو لاعب كرة قدم روسي في مركز الهجوم، ولد في 17 يوليو 1978 في أومسك في روسيا. لعب مع أفانجارد كورسك ودينامو بريانسك وسبارتاك نالتشيك.